# Luca Alberucci
Luca Alberucci (* 1. Mai 1973 in Rom) ist ein Schweizer Politiker (glp). Er war vom 1. Mai 2016 bis zum 30. Juni 2021 Mitglied des Grossen Rats des Kantons Bern, wo er die glp-Fraktion in der Bau-, Energie-, Verkehrs- und Raumplanungskommission vertrat. Für ihn rückte Melanie Gasser nach.
Zudem war er Mitglied im Grossen Gemeinderat von Ostermundigen.
Alberucci wohnt in Ostermundigen und hat ein Kind.